# Аспленій Білло
Аспленій Білло (Asplenium billotii F.W.Schultz) — багаторічна рослина родини аспленієвих (Aspleniaceae).

## Загальна біоморфологічна характеристика
Гемікриптофіт. Багаторічна трав'яна рослина 10-20 см заввишки. Кореневище повзуче або пряме. Вайї зимуючі, довгасто-ланцетні, найнижчі сегменти першого порядку помітно коротші від наступних; пластинка ваї вдвічі перевищує черешок. Черешок при основі потовщений, соруси розміщені на краю сегментів. Спороносить у липні-вересні. Розмножується вегетативно і спорами.

## Ареал виду
Ареал виду та його поширення: Атлантична та Середня Європа, Середземномор'я, Південний берег Криму (г. Аю-Даг, Кастель).

## Охорона
Занесений до Червоної книги України. Природоохоронний статус виду — зникаючий.

## Систематика
Українські ботаніки Мосякін і Федорчук зводять цей вид до статусу синоніма Asplenium obovatum Viv. subsp. lanceolatum (селезінник яйцелистий ланцетний, костянець (аспленій) оберненояйцеподібний підвид ланцетний).